# Así Yo Soy
Así Yo Soy (estilizado como (BIA: Así yo soy (Music from the TV Series)) é o primeiro álbum da série argentina BIA. O álbum foi lançado no dia 14 de junho de 2019. Disponível nas plataformas de streaming e em lojas digitais, o álbum conta com 19 canções. O repertorio inclui “Así yo soy”, a canção de abertura da série lançada em abril de 2019, como primeiro single da novela. Todas as músicas fazem parte dos episódios da primeira temporada.

## Singles
- Así Yo Soy - Primeira faixa do álbum, é a música principal da novela. Interpretada por Isabela Souza, e com a participação do elenco da novela no coro, a canção fala sobre ser quem você realmente é. A canção apareceu no primeiro trailer da novela, e teve seu lyric-vídeo lançado no dia 05 de abril e seu videoclipe no dia 14 de junho. Foi o primeiro single do disco.
- Arreglarlo Bailando - Segunda faixa do álbum. Interpretada pelos personagens dos atores Luis Giraldo, Jandino e Guido Messina. Foi lançada no dia 25 de abril, e no mesmo dia ocorreu o lançamento do lyric-video da música. Na série, ela é terceira música apresentada, no capítulo Colorindo uma Nova Aventura (01x01) em 24 de Junho de 2019. Música tema principal de Jhon Caballero. Ganhou 5 vídeos oficiais no canal da Disney no Youtube em diferentes versões a medida eram sendo apresentadas na série.
- Cuéntales - É a sexta faixa do álbum. É cantada pelos protagonistas da história, interpretados por Isabela Souza e Julio Peña. Foi lançada no dia 03 de junho, e no mesmo dia ocorreu o lançamento do lyric-video da música. Na série, ela foi apresentada no capítulo Sentimentos Confinados à Memórias do Passado (01x07) em 02 de Julho de 2019. Música tema principal do casal Bia e Manuel na 1ª temporada. Ganhou 4 vídeos oficiais no canal da Disney no Youtube em diferentes versões a medida que eram sendo apresentadas na série.

## Faixas
| N.º | Título | Compositor(es)                                                               | Duração |  |
| 1.  | "Así Yo Soy" | Adil Khayat, Hakim Bouamer, Mehdi Bouamer, Pablo Correa e Sebastián Mellino  | 2ː54    |  |
| 2.  | "Arreglarlo Bailando" (Luis Giraldo, Jandino & Guido Messina)                                                                                            | Alejandro Borrero e José Andrés Chiluiza Calderón                            | 3:15    |  |
| 3.  | "Si Vuelvo a Nacer" (Isabela Souza & Gabriella Di Grecco)                                                                                                | Adoniran Santos Aponte, Fabián Farhat e Fernando Salim                       | 3:23    |  |
| 4.  | "Fuerza Interior" (Micaela Diaz) | Antonela Marcello, Ariela Paola Lafuente, Pablo Correa e Sebastián Mellino   | 3:19    |  |
| 5.  | "Pedirle a Una Estrella" (Guido Messina) | José Andrés Chiluiza Calderón                                                | 3:16    |  |
| 6.  | "Cuéntales" (Isabela Souza & Julio Peña) | José Andrés Chiluiza Calderón                                                | 3:26    |  |
| 7.  | "Tengo Una Canción" (Isabela Souza, Agustina Palma & Giulia Guerrini)                                                                                    | Eduardo Frigerio, Maria Florencia Ciarlo e Federico San Millán               | 2:58    |  |
| 8.  | "Gritarle Al Mundo" (Julio Peña) | José Andrés Chiluiza Calderón                                                | 3:13    |  |
| 9.  | "Tu Color Para Pintar" (Isabela Souza) | Antonela Marcello, Ariela Paola Lafuente, Pablo Correa e Sebastián Mellino   | 3:07    |  |
| 10. | "Nadie Nos Va a Parar" (Jandino) | José Andrés Chiluiza Calderón                                                | 2:47    |  |
| 11. | "Lo Que Me Hace Bien" (Julio Peña, Guido Messina, Jandino, Alan Madanes, Luis Giraldo, Rhener Freitas, Fernando Dente, Rodrigo Rumi & Esteban Velásquez) | Federico Vilas e Mauro Franceschini                                          | 3:59    |  |
| 12. | "Dar La Vuelta Al Mundo" (Gabriella Di Grecco) | Eduardo Frigerio, Maria Florencia Ciarlo e Federico San Millán               | 3:58    |  |
| 13. | "Lo Mejor Comienza" (Isabela Souza) | Daniela Lapadula, Eduardo Frigerio, Federico San Millán e José Maria Lassaga | 2:57    |  |
| 14. | "Primer Amor" (Fernando Dente) | Eduardo Frigerio, Maria Florencia Ciarlo e Federico San Millán               | 3:23    |  |
| 15. | "Thumbs Up" (Andrea de Alba) | Eduardo Frigerio, Maria Florencia Ciarlo e Federico San Millán               | 3:33    |  |
| 16. | "Nada Fue" (Daniela Trujillo) | Ariel Delgado e Victoria Bernardi                                            | 3:09    |  |
| 17. | "La Vida Te Devuelve" | José Andrés Chiluiza Calderón                                                | 3:28    |  |
| 18. | "Déjame Decirte" (Rhener Freitas) | José Andrés Chiluiza Calderón                                                | 3:43    |  |
| 19. | "Si Tú Estás Conmigo" | Federico Vilas e Mauro Franceschini                                          | 4:03    |  |

## Lyric Videos
| Música               | Intérprete(s)                            | Lançamento          |
| -------------------- | ---------------------------------------- | ------------------- |
| Así Yo Soy           | 5 de abril de 2019                       |                     |
| Arreglarlo Bailando  | • Luis Giraldo • Jandino • Guido Messina | 25 de abril de 2019 |
| Cuéntales            | • Julio Peña • Isabela Souza             | 3 de junho de 2019  |
| Tu Color Para Pintar | • Isabela Souza                          | 22 de junho de 2019 |

## Videoclipes
| Música                                         | Intérprete(s) | Lançamento             |
| 1ª Temporada                                   | 1ª Temporada | 1ª Temporada           |
| ---------------------------------------------- | --- | ---------------------- |
| Pedirle a Una Estrella                         | • Guido Messina | 11 de abril de 2019    |
| Así Yo Soy                                     | 14 de junho de 2019 |                        |
| Arreglarlo Bailando (Streaming #FundomFest)    | • Luis Giraldo | 24 de junho de 2019    |
| Tengo Una Canción (Streaming #FundomFest)      | • Giulia Guerrini • Agustina Palma | 24 de junho de 2019    |
| Si Vuelvo a Nacer (Momento Musical)            | • Isabela Souza • Gabriella Di Grecco | 24 de junho de 2019    |
| Thumbs Up (#CarminSing)                        | • Andrea de Alba | 28 de junho de 2019    |
| Tengo Una Canción (#FundomArt)                 | • Agustina Palma • Giulia Guerrini • Luis Giraldo | 28 de junho de 2019    |
| Fuerza Interior (#FundomArt)                   | • Micaela Diaz | 28 de junho de 2019    |
| Cuéntales                                      | • Julio Peña | 02 de julho de 2019    |
| Fuerza Interior                                | • Gabriella Di Grecco • Alan Madanes • Rhener Freitas | 02 de julho de 2019    |
| Tengo Una Canción                              | • Agustina Palma • Giulia Guerrini • Micaela Diaz | 02 de julho de 2019    |
| Arreglarlo Bailando                            | • Agustina Palma • Giulia Guerrini • Micaela Diaz • Luis Giraldo | 03 de julho de 2019    |
| Arreglarlo Bailando (#StreamingFundom)         | • Agustina Palma • Giulia Guerrini • Micaela Diaz • Luis Giraldo | 05 de julho de 2019    |
| Tengo Una Canción                              | • Isabela Souza • Agustina Palma • Giulia Guerrini | 11 de julho de 2019    |
| Pedirle a Una Estrella (#CarminSing #Carmilex) | • Andrea De Alba • Guido Messina | 12 de julho de 2019    |
| La Vida te Devuelve                            | • Julio Peña • Agustina Palma • Giulia Guerrini • Micaela Diaz • Alan Madanes • Luis Giraldo • Santiago Sapag • Sebastián Sinott • Simón Tobias                                                                                       | 12 de julho de 2019    |
| Cuéntales                                      | • Julio Peña | 16 de julho de 2019    |
| Dar La Vuelta al Mundo                         | • Isabela Souza • Gabriella Di Grecco | 17 de julho de 2019    |
| La Vida Te Devuelve (#FundomArt)               | • Agustina Palma • Giulia Guerrini • Luis Giraldo | 19 de julho de 2019    |
| Cuéntales (#StreamingFundom)                   | • Julio Peña | 19 de julho de 2019    |
| Cuéntales                                      | • Isabela Souza • Julio Peña | 22 de agosto de 2019   |
| Thumbs Up (#CarminSing)                        | • Andrea de Alba | 22 de agosto de 2019   |
| Fuerza Interior (#DaisyDancer)                 | • Micaela Diaz • Luis Giraldo | 23 de agosto de 2019   |
| Pedirle a Una Estrella                         | • Andrea De Alba • Guido Messina | 30 de agosto de 2019   |
| Tu Color Para Pintar                           | • Isabela Souza • Agustina Palma • Giulia Guerrini | 30 de agosto de 2019   |
| Nadie Nos Va a Parar                           | • Jandino | 02 de setembro de 2019 |
| Si Vuelvo a Nacer                              | • Instrumental | 02 de setembro de 2019 |
| La Vida Te Devuelve (#FundomArt)               | • Julio Peña • Luis Giraldo | 06 de setembro de 2019 |
| Tengo Una Canción (#FundomArt)                 | • Isabela Souza • Agustina Palma • Giulia Guerrini | 06 de setembro de 2019 |
| Primer Amor                                    | • Isabela Souza • Julio Peña | 09 de setembro de 2019 |
| Dar La Vuelta al Mundo                         | • Micaela Diaz • Alan Madanes • Rhener Freitas | 10 de setembro de 2019 |
| Primer Amor                                    | • Isabela Souza • Julio Peña | 11 de setembro de 2019 |
| Primer Amor                                    | • Gabriella Di Grecco • Fernando Dente | 12 de setembro de 2019 |
| Arreglarlo Bailando                            | • Luis Giraldo • Guido Messina • Jandino | 13 de setembro de 2019 |
| Fuerza Interior (#StreamingFundom)             | • Julio Peña • Julia Argüelles | 13 de setembro de 2019 |
| Tu Color Para Pintar                           | • Isabela Souza • Agustina Palma • Giulia Guerrini | 14 de outubro de 2019  |
| Nada Fue                                       | • Daniela Trujillo | 14 de outubro de 2019  |
| Cuéntales                                      | • Julio Peña | 15 de outubro de 2019  |
| Thumbs Up (#CarminSing)                        | • Andrea De Alba • Jandino | 16 de outubro de 2019  |
| Fuerza Interior (#DaisyDancer)                 | • Instrumental | 16 de outubro de 2019  |
| Si Vuelvo a Nacer                              | • Instrumental | 17 de outubro de 2019  |
| Thumbs Up (#CarminSing)                        | • Andrea De Alba • Jandino | 17 de outubro de 2019  |
| Cuéntales                                      | • Isabela Souza • Julio Peña | 21 de outubro de 2019  |
| La Vida te Devuelve                            | • Instrumental | 24 de outubro de 2019  |
| Lo Mejor Comienza                              | • Isabela Souza | 25 de outubro de 2019  |
| Lo Que me Hace Bien                            | • Julio Peña • Guido Messina • Luis Giraldo • Jandino | 25 de outubro de 2019  |
| Primer Amor                                    | • Isabela Souza • Julio Peña | 28 de outubro de 2019  |
| Déjame Decirte                                 | • Rhener Freitas | 30 de outubro de 2019  |
| Arreglarlo Bailando                            | • Isabela Souza • Guido Messina | 31 de outubro de 2019  |
| Fuerza Interior                                | • Calle • Poché | 31 de outubro de 2019  |
| Fuerza Interior ft. Calle & Poché              | • Micaela Diaz | 01 de novembro de 2019 |
| Arreglarlo Bailando                            | • Isabela Souza • Guido Messina | 01 de novembro de 2019 |
| Gritarle al Mundo                              | • Julio Peña | 04 de novembro de 2019 |
| Nadie Nos Va a Parar                           | • Andrea de Alba | 04 de novembro de 2019 |
| Nada Fue                                       | • Daniela Trujillo | 05 de novembro de 2019 |
| Pedirle a Una Estrella                         | • Guido Messina • Julia Argüelles | 07 de novembro de 2019 |
| Si Tú Estás Conmigo                            | • Isabela Souza • Julio Peña • Guido Messina • Agustina Palma • Giulia Guerrini • Julia Argüelles • Jandino • Alan Madanes • Micaela Diaz • Daniela Trujillo • Rhener Freitas • Rodrigo Rumi • Esteban Velásquez • Valentina González | 08 de novembro de 2019 |
| Si Vuelvo a Nacer                              | • Isabela Souza • Gabriella Di Grecco | 08 de novembro de 2019 |
| 2ª Temporada                                   | |                        |
| Dar La Vuelta al Mundo                         | • Isabela Souza • Agustina Palma • Giulia Guerrini | 20 de março de 2020    |
| Primer Amor                                    | • Isabela Souza • Julio Peña | 20 de março de 2020    |
| Tu Color Para Pintar                           | •Isabela Souza •Clara Marz | 03 de abril de 2020    |
| Nadie Nos Va A Parar                           | • Jandino • Andrea de Alba | 01 de maio de 2020     |
| Si Tú Estás Conmigo                            | • Isabela Souza • Twin Melody | 07 de julho de 2020    |
| Gritarle Al Mundo                              | • Daniela Trujillo | 08 de julho de 2020    |
| Nadie Nos Va A Parar                           | • Guido Messina • Julia Argüelles | 08 de julho de 2020    |
| Cuéntales                                      | • Julio Peña • Isabela Souza | 09 de julho de 2020    |
| Primer Amor                                    | • Fernando Dente | 16 de julho de 2020    |
| Dar La Vuelta Al Mundo                         | • Guido Messina | 17 de julho de 2020    |
| Lo Mejor Comienza                              | • Isabela Souza | 24 de julho de 2020    |
| Si Vuelvo A Nacer                              | • Isabela Souza • Gabriella Di Grecco | 24 de julho de 2020    |
| Especial                                       | |                        |
| Thumbs Up                                      | • Daniela Trujillo | 05 de março de 2021    |
| Tu Color Para Pintar                           | • Julia Argüelles •Andrea De Alba | 05 de março de 2021    |
| Primer Amor                                    | • Guido Messina | 12 de março de 2021    |
| Nadie Nos Va A Parar                           | • Alan Madanes | 19 de março de 2021    |